# Maximilian Forschner
Maximilian Forschner (* 19. April 1943 in Reichling) ist ein deutscher Philosoph.

## Leben
Maximilian Forschner studierte von 1962 bis 1967 katholische Theologie an der Philosophisch-Theologischen Hochschule Dillingen und an der Ludwig-Maximilians-Universität München, dem bis 1972 ein Studium der Philosophie, Pädagogik und Fundamentaltheologie an der LMU folgte. Forschner wurde 1972 in München in Philosophie promoviert, und er habilitierte sich 1980 für Philosophie an der Universität Erlangen mit einer Untersuchung der stoischen Ethik, die als „erste umfassende Darstellung der stoischen Philosophie in deutscher Sprache seit Max Pohlenz“ (Woldemar Görler) gilt. Das Thema der Arbeit ging auf eine Anregung von Manfred Riedel zurück. Mit der Stoa beschäftigt sich Forschner bis in die jüngste Zeit. So beteiligte er sich an dem Freiburger Projekt Stoizismus in der europäischen Philosophie, Literatur, Kunst und Politik. Eine Kulturgeschichte von der Antike bis zur Moderne. Das Defizit der gegenwärtigen Stoaforschung liegt nach Ansicht Forschners im fehlenden Bewusstsein für die Bedeutung der stoischen Theologie. Forschner ist einer der vier Autoren des von Otfried Höffe herausgegebenen Lexikon der Ethik. In bioethischen Debatten betonte Forschner die Gefahr des Verlustes der sittlichen Würde des Menschen durch „das Zusammenspiel von wissenschaftlich-technischem Progress und verbrauchsintensivem massenhaften Banalhedonismus“.
Forschner war von 1982 bis 1985 Ordinarius für Philosophie an der Universität Osnabrück (Abteilung Vechta). Von 1985 bis 2008 war er Inhaber des Lehrstuhls für Praktische Philosophie an der Friedrich-Alexander-Universität Erlangen-Nürnberg (der zu den Konkordatslehrstühlen gehört). Rufe auf Lehrstühle an die Humboldt-Universität zu Berlin und an die Westfälische Wilhelms-Universität Münster lehnte Forschner ab. Forschner wurde im Jahr 2008 emeritiert.
Forschner war Mitglied des wissenschaftlichen Beirats der Katholischen Akademie in Bayern, Herausgeber der philosophischen Schriftenreihe Symposion, Mitglied des Redaktionsbeirats der Zeitschrift für philosophische Forschung und ist Mitglied des wissenschaftlichen Beirats der Schriftenreihe SAPERE. 2010 war Forschner Fellow am Centre for Advanced Study in Bioethics der Universität Münster.
Im Jahr 2000 wurde in den Medien berichtet, Forschner habe einige Seiten des ersten Kapitels seines Buches Über das Glück des Menschen aus dem 1988 erschienenen Buch Aristotle's Ethics des englischen Philosophen James O. Urmson übernommen, die Quelle zwar mehrfach genannt, jedoch keine Einzelnachweise angegeben. Urmson selbst erhob gegen die Übernahme keine Einwendungen. Die „Ständige Kommission zur Untersuchung von Vorwürfen wissenschaftlichen Fehlverhaltens“ der Universität Erlangen-Nürnberg, die den Fall daraufhin untersuchte, kam zu dem Ergebnis, dass „dem Betroffenen kein Plagiat, sondern ein minder schwerer Verstoß gegen das Urheberrecht und eine Verletzung der Grundsätze wissenschaftlichen Publizierens anzulasten“ sei. Der Rektor der Universität,  Gotthard Jasper, hat daraufhin das Verhalten von Forschner offiziell missbilligt.

## Werke (Auswahl)
- Gesetz und Freiheit. Zum Problem der Autonomie bei Immanuel Kant (1974)
- Rousseau (Reihe: Kolleg Philosophie). Verlag Karl Alber, Freiburg i. Br. / München 1977. ISBN 3-495-47349-1
- Stoa und Cicero über Krieg und Frieden (1988)
- Mensch und Gesellschaft (1989)
- Über das Glück des Menschen (1993, 2. Aufl. 1994)
- Die stoische Ethik (1981, 2. Aufl. 1995)
- Über das Handeln im Einklang mit der Natur (1998)
- Vom Hellenismus bis zur Spätantike (Mitautor, 2000)
- Dion von Prusa: Menschliche Gemeinschaft und göttliche Ordnung: Die Borysthenes-Rede (Mitautor; 2003)
- Thomas von Aquin. Beck: München 2006. ISBN 3-406-52840-6.
- Lexikon der Ethik (Hrsg. Otfried Höffe, 1977, 7. Aufl. 2008)
- Platon, Euthyphron. Übersetzung und Kommentar (= Platon: Werke. Übersetzung und Kommentar, hrsg. v. Ernst Heitsch u. a., I 1). Vandenhoeck & Ruprecht, Göttingen (2013)
- Die Philosophie der Stoa. Logik, Physik und Ethik, WBG, 2018.
- Praktische Philosophie bei Kant. Metaphysik und moralisches Selbstverständnis. WBG Darmstadt 2022.
- mit Norbert Fischer Hrsg.: Die Gottesfrage in der Philosophie Immanuel Kants, Herder Verlag, Freiburg 2010 ISBN 978-3-451-28507-3
- mit Ludger Honnefelder seit 1995 Hrsg. der Philosophischen Schriftenreihe Symposion im Verlag Karl Alber, Freiburg i. Br. / München